# Richard Trautmann
Richard Trautmann   (Múnic, 7 de febrer de 1969) és un judoka alemany, ja retirat, que va competir durant la dècada de 1990.
El 1992 va prendre part en els Jocs Olímpics d'Estiu de Barcelona, on guanyà la medalla de bronze en la competició del pes extra lleuger del programa de judo. Quatre anys més tard, als Jocs d'Atlanta, tornà a guanyar la medalla de bronze en la mateixa categoria. En el seu palmarès també destaca una medalla de bronze en el Campionat del Món de judo de 1993.
El desembre de 2010 se li va concedir el 6è Dan (cinturó vermell-blanc). Una vegada retirat va exercir d'entrenador, primer en els equips juvenils de la selecció alemanya i entre el 2016 i el 2021 de la selecció absoluta masculina. Des del març de 2022 entrena la selecció masculina de judo de l'Azerbaidjan.